# 田中啓
田中　啓（たなか　けい、1974年7月3日 - ）は、日本のグラフィックデザイナー、イラストレーター。静岡県浜松市生まれ。

## 人物
1974年静岡県出身。1997年武蔵野美術大学視覚伝達デザイン科を卒業し、フリーのグラフィックデザイナー、イラストレーター、映像作家を経て、2006年に法人化。株式会社FOURDEUCESを設立。

## 映像
- ナイキ NIKEFOOTBALL PANNA K.O. VJ
- ディオール コレクションVJ
- HYSTERIC GLAMOUR オフィシャルサイト用ムービー
- F-MODE ファッションショーVJ（演出:DRUMCAN）
- 東京ガールズコレクション ファツションショーVJ（演出:DRUMCAN）
- ISSEY MIYAKE 名古屋ファッションショーVJ（共演:宇川直宏,シャイノーラ）
- Apple Store 銀座　映像ショー（共演:SK8THING）
- TM NETWORK ライブツアーTM NETWORK DOUBLE-DECADE TOUR “NETWORK”VJ（出演:TM NETWORK8都市12公演）
- カクト 映画カクトオープニングムービー（監督、出演:伊勢谷友介）（2002年）
- ageHa オープニングVJ（共演:宇川直宏）
- アンディ・ウォーホル アンディ・ウォーホル没後20周年記念イベント用映像 （2007年）

ほか

## グラフィック
- UNIQLO UT JAPANESE POP CULTURE PROJECT Tシャツデザイン（森山大道、荒木経惟、草間弥生、など）（2006年）
- UNIQLO UT TOKYO FAB FIVE Tシャツデザイン（2008年）
- DELUXE CLOTHING グラフィックデザイン
- BEDWIN&THE HEARTBREAKERS グラフィックデザイン
- GREED INTERNATIONAL グラフィックデザイン
- A BATHING APE , BAPEグラフィックデザイン
- OH,SHERRYグラフィックデザイン
- 忌野清志郎 雨上がりの夜空に35 CDジャケットデザイン（出演:忌野清志郎、ライムスター）（2005年）

ほか